# EQ-5D
Der EQ-5D ist ein generisches Messinstrument, das durch ein standardisiertes, präferenzbasiertes Verfahren den Gesundheitszustand erhebt. Dabei handelt es sich beim EQ-5D um einen Gesundheitsfragebogen zum Einsatz in bevölkerungsbezogenen, klinischen oder gesundheitsökonomischen Studien. Der EQ-5D drückt den Gesundheitszustand der Befragten in einer eindimensionalen Maßzahl von 0 (sehr schlecht) bis 1 (bestmöglicher Gesundheitszustand) aus.
Der Fragebogen wurde 1987 von der EuroQol Group, einer internationalen interdisziplinären Gruppe bestehend aus Medizinern, Psychologen, Philosophen, Ökonomen, Pflegern und Soziologen mit Sitz in Rotterdam, als Selbstberichtsinstrument des Patienten entwickelt.

## Aufbau des EQ-5D
Der EQ-5D besteht aus mehreren Komponenten: Zum einen aus der Selbsteinschätzung anhand des EQ-5D-Fragebogens, der den Gesundheitszustand anhand von fünf Dimensionen beschreibt:
- Beweglichkeit, Mobilität
- die Fähigkeit, für sich selbst zu sorgen
- Alltägliche Tätigkeiten (z. B. Arbeit, Studium, Hausarbeit, Familie, Freizeit)
- Schmerzen, körperliche Beschwerden
- Angst, Niedergeschlagenheit

## Versionen
Es wird unterschieden zwischen dem EQ-5D-3L und dem EQ-5D-5L für Erwachsene, sowie dem EQ-5D-Y für Kinder und Jugendliche. Zudem gibt es Proxy-Versionen für Patienten, die selber nicht mehr in der Lage sind, diesen Fragebogen auszufüllen. Die Versionen unterscheiden sich in der Anzahl der Antwortmöglichkeiten je Dimension (Level) und in der Zielgruppe.
Der EQ-5D-3L beschreibt den Gesundheitszustand von Erwachsenen auf fünf Dimensionen, wobei jede Dimension über drei Antwortlevel verfügt:
1. „keine Probleme“
2. „einige Probleme“
3. „extreme Probleme“

Der EQ-5D-5L beschreibt ebenfalls den Gesundheitszustand von Erwachsenen auf fünf Dimensionen allerdings anhand von fünf Antwortlevel pro Dimension:
1. „keine Probleme“
2. „leichte Probleme“
3. „mäßige Probleme“
4. „große Probleme“
5. „extreme Probleme“

Der EQ-5D-5L ist der weiterentwickelte Fragebogen des EQ-5D-3L. Ziel dieser Weiterentwicklung war die Sensitivität des Fragebogens zu erhöhen, sowie Nachteile des EQ-5D-3L Version auszubessern.
Der EQ-5D-Y (Youth) wurde speziell für die Zielgruppe Kinder und Jugendliche ab 8 Jahren entwickelt. Dabei wurden einige zielgruppenspezifische Anpassungen durchgeführt, wie z. B. die Formulierungen der Fragen und Antworten.
Eine zweite Komponente des EQ-5D ist die EQ-5D VAS, eine visuelle Analogskala (VAS) im Standardlayout einer vertikalen 20-cm-Skala mit einem Wertebereich von 0 bis 100. Dabei werden die Befragten gebeten, ihren eigenen aktuellen Gesundheitszustand auf der Skala einzuschätzen.
Eine zusätzliche Komponente stellen Fragen zu dem soziodemografischen Hintergrund der Befragten dar, dabei wird z. B. das Alter und Geschlecht abgefragt.
Der EQ-5D kann mit anderen u. a. krankheitsspezifischen Instrumenten zur Messung der Lebensqualität der Befragten kombiniert werden.

## EQ-5D-Index
Anhand standardisierter Berechnungsvorgaben werden die Antworten der fünf Fragen in einen Indexwert umgerechnet. Dabei werden die Antworten aller fünf Dimensionen ausgewertet. Für den EQ-5D-3L sind insgesamt 243 verschiedene Gesundheitszustände möglich. Zudem wird der Gesundheitszustand anhand von Präferenzwerten, die auf einer länderspezifischen Stichprobe der Allgemeinbevölkerung basieren, unterschiedlich gewichtet. Der EQ-5D drückt den Gesundheitszustand der Befragten in einer eindimensionalen Maßzahl von 0 (sehr schlecht) bis 1 (Bestmöglicher Gesundheitszustand) aus. Der EQ-5D-Index kann bei Bewertungen der Quality Adjusted Life Years (QALY) verwendet werden, sowie als alleinstehender Index in gesundheitsökonomischen Evaluationen.

## Nutzung des EQ-5D
Die EuroQol-Gruppe besitzt das Urheberrecht für den Fragebogen. Die Nutzung des EQ-5D ist für gemeinnützige Zwecke kostenlos und bedarf nur einer Online-Registrierung auf der Homepage von EuroQol. Soll der Fragebogen kommerziellen Zwecken dienen, ist die Nutzung hingegen gebührenpflichtig.

## Entwicklung des EQ-5D
Seit 1990 wird die englische Fassung eingesetzt, die deutsche seit 1998. Der EQ-5D-3L liegt derzeit in ca. 169 Sprachen übersetzt vor und ist der weltweit am häufigsten eingesetzte Fragebogen zur Messung der gesundheitsbezogenen Lebensqualität.
Im Jahr 2009 führte die EuroQol-Gruppe den erweiterten Fragebogen EQ-5D-5L ein, der nun in über 100 Sprachen verfügbar ist.
Der EQ-5D-Y wurde 2010 eingeführt und bisher lediglich als EQ-5D-3L-Version verfügbar. Allerdings ist er bereits in 25 Sprachen vorhanden.
Im OPD-2 wurde der Fragebogen zu einem Fremdrating-Instrument umformuliert. Er ist Teil der ersten Achse des OPD, die Krankheitserleben und Behandlungsvoraussetzungen beschreibt.

## Kritik
Eine Bewertung der Gesundheitszustände anhand von Präferenzwerten der Allgemeinbevölkerung wurde wegen fehlender theoretischer Grundlage kritisiert.